# Egislus Birgeri
Ödgisl Birgersson (latinsk form Egislus Birgeri), död omkring 1353, var en biskop i Västerås stift.
Ödgisl Birgersson var troligen son till Birger Likvidsson som omtalas i ett dokument 1303 och tillhörde Likvidssönernas ätt. Modern tillhörde ätten Lejonansikte. 
1327 var han dominikanmunk var då på resa till Avignon då han överfölls av en riddare i Danmark. Samma år förordnades samma år av påven till medhjälpare till biskopen i Västerås. Redan vigd till biskop godkändes hans val av påven 1329. 1342 var han ledamot av den kommitté i Avignon som skulle examinera fattiga präster från norra Europa som anhöll om stöd hos påven.
Hans namn som kyrklig prelat latiniserades till Egislus Birgeri.
År 1343 har Egislus återvänt till Sverige och deltog i förhandlingar i Varberg 18 november 1343 mellan en svensk och en dansk delegation angående besittningsrätten till de skånska landskapen. 
Han blev omsider vald till ärkebiskop i Uppsala, men kung Magnus Eriksson lyckades utestänga honom från detta ämbete, och han slutade i stället som biskop i Skara. Nu innehade han jämte dekanatet i Uppsala ett kanonikat i Västerås och sökte skydd hos påven mot trakasserier från Magnus Erikssons sida. Striden slutade, såvitt man vet, med en förlikning inför ärkebiskopen. Han förordnades i flera fall som exekutor vid påvliga ämbetstillsättningar (provisioner). Tre olika gånger fick han fullmakt att skydda Vårfruberga kloster, där systern Inga Birgersdotter var abbedissa.